# Coupe du Golfe des clubs champions 2012-2013
Navigation
2012 2014
La Coupe du golfe des clubs champions 2012-2013 est la 28e édition de la Coupe du golfe des clubs champions. Douze équipes, qualifiées par le biais de leur championnat national, disputent le tournoi, qui est organisé en deux phases. Lors de la première, les formations sont réparties en quatre poules de trois; les deux premiers de chaque poule se qualifient pour la phase finale, qui est jouée sous forme de tableau, avec quarts (disputés sur un match unique) puis demi-finales et finale en matchs aller et retour. 
Cette année marque le retour des clubs saoudiens dans la compétition.

## Équipes participantes
| - Al-Faisaly 8e d'Arabie saoudite en 2011-2012 - Najran 9e d'Arabie saoudite en 2011-2012 - Al-Muharraq 2e de Bahreïn en 2011-2012 - Busaiteen 3e de Bahreïn en 2011-2012 - Al Hala SC 6e de Bahreïn en 2011-2012 - Baniyas 9e des Émirats arabes unis en 2011-2012 | - Al-Faisaly 8e d'Arabie saoudite en 2011-2012 - Najran 9e d'Arabie saoudite en 2011-2012 - Al-Muharraq 2e de Bahreïn en 2011-2012 - Busaiteen 3e de Bahreïn en 2011-2012 - Al Hala SC 6e de Bahreïn en 2011-2012 - Baniyas 9e des Émirats arabes unis en 2011-2012 | - Al-Faisaly 8e d'Arabie saoudite en 2011-2012 - Najran 9e d'Arabie saoudite en 2011-2012 - Al-Muharraq 2e de Bahreïn en 2011-2012 - Busaiteen 3e de Bahreïn en 2011-2012 - Al Hala SC 6e de Bahreïn en 2011-2012 - Baniyas 9e des Émirats arabes unis en 2011-2012 | - Al-Faisaly 8e d'Arabie saoudite en 2011-2012 - Najran 9e d'Arabie saoudite en 2011-2012 - Al-Muharraq 2e de Bahreïn en 2011-2012 - Busaiteen 3e de Bahreïn en 2011-2012 - Al Hala SC 6e de Bahreïn en 2011-2012 - Baniyas 9e des Émirats arabes unis en 2011-2012 | - Al-Faisaly 8e d'Arabie saoudite en 2011-2012 - Najran 9e d'Arabie saoudite en 2011-2012 - Al-Muharraq 2e de Bahreïn en 2011-2012 - Busaiteen 3e de Bahreïn en 2011-2012 - Al Hala SC 6e de Bahreïn en 2011-2012 - Baniyas 9e des Émirats arabes unis en 2011-2012 | - Al-Faisaly 8e d'Arabie saoudite en 2011-2012 - Najran 9e d'Arabie saoudite en 2011-2012 - Al-Muharraq 2e de Bahreïn en 2011-2012 - Busaiteen 3e de Bahreïn en 2011-2012 - Al Hala SC 6e de Bahreïn en 2011-2012 - Baniyas 9e des Émirats arabes unis en 2011-2012 | - Al-Salmiya 4e du Koweït en 2011-2012 - Kazma 6e du Koweït en 2011-2012 - Al-Shabab Seeb 2e d'Oman en 2011-2012 - Al-Ittihad Finaliste de la Coupe d'Oman en 2011 - Al-Khor 5e du Qatar en 2011-2012 - Al-Kharitiyath 8e du Qatar en 2011-2012 | - Al-Salmiya 4e du Koweït en 2011-2012 - Kazma 6e du Koweït en 2011-2012 - Al-Shabab Seeb 2e d'Oman en 2011-2012 - Al-Ittihad Finaliste de la Coupe d'Oman en 2011 - Al-Khor 5e du Qatar en 2011-2012 - Al-Kharitiyath 8e du Qatar en 2011-2012 | - Al-Salmiya 4e du Koweït en 2011-2012 - Kazma 6e du Koweït en 2011-2012 - Al-Shabab Seeb 2e d'Oman en 2011-2012 - Al-Ittihad Finaliste de la Coupe d'Oman en 2011 - Al-Khor 5e du Qatar en 2011-2012 - Al-Kharitiyath 8e du Qatar en 2011-2012 | - Al-Salmiya 4e du Koweït en 2011-2012 - Kazma 6e du Koweït en 2011-2012 - Al-Shabab Seeb 2e d'Oman en 2011-2012 - Al-Ittihad Finaliste de la Coupe d'Oman en 2011 - Al-Khor 5e du Qatar en 2011-2012 - Al-Kharitiyath 8e du Qatar en 2011-2012 | - Al-Salmiya 4e du Koweït en 2011-2012 - Kazma 6e du Koweït en 2011-2012 - Al-Shabab Seeb 2e d'Oman en 2011-2012 - Al-Ittihad Finaliste de la Coupe d'Oman en 2011 - Al-Khor 5e du Qatar en 2011-2012 - Al-Kharitiyath 8e du Qatar en 2011-2012 | - Al-Salmiya 4e du Koweït en 2011-2012 - Kazma 6e du Koweït en 2011-2012 - Al-Shabab Seeb 2e d'Oman en 2011-2012 - Al-Ittihad Finaliste de la Coupe d'Oman en 2011 - Al-Khor 5e du Qatar en 2011-2012 - Al-Kharitiyath 8e du Qatar en 2011-2012 |

## Compétition

### Première phase

#### Groupe A
| Rang | Équipe     | Pts | J | G | N | P | Bp | Bc | Diff |  | Résultats (▼ dom., ► ext.) |     |     |     |
| ---- | ---------- | --- | - | - | - | - | -- | -- | ---- |  | -------------------------- | --- | --- | --- |
| 1    | Al-Khor    | 10  | 4 | 3 | 1 | 0 | 10 | 3  | +7   |  | Al-Khor                    |     | 3-0 | 4-1 |
| 2    | Al-Ittihad | 3   | 4 | 0 | 3 | 1 | 4  | 7  | -3   |  | Al-Ittihad                 | 1-1 |     | 2-2 |
| 3    | Al Hala SC | 2   | 4 | 0 | 2 | 2 | 5  | 9  | -4   |  | Al Hala SC                 | 0-2 | 1-1 |     |

#### Groupe B
| Rang | Équipe      | Pts | J | G | N | P | Bp | Bc | Diff |  | Résultats (▼ dom., ► ext.) |     |     |     |
| ---- | ----------- | --- | - | - | - | - | -- | -- | ---- |  | -------------------------- | --- | --- | --- |
| 1    | Al-Muharraq | 9   | 4 | 3 | 0 | 1 | 7  | 3  | +4   |  | Al-Muharraq                |     | 3-0 | 1-0 |
| 2    | Najran      | 6   | 4 | 2 | 0 | 2 | 6  | 6  | 0    |  | Najran                     | 2-3 |     | 1-0 |
| 3    | Al-Salmiya  | 3   | 4 | 1 | 0 | 3 | 1  | 5  | -4   |  | Al-Salmiya                 | 1-0 | 0-3 |     |

#### Groupe C
| Rang | Équipe         | Pts | J | G | N | P | Bp | Bc | Diff |  | Résultats (▼ dom., ► ext.) |     |     |     |
| ---- | -------------- | --- | - | - | - | - | -- | -- | ---- |  | -------------------------- | --- | --- | --- |
| 1    | Al-Kharitiyath | 10  | 4 | 3 | 1 | 0 | 11 | 5  | +6   |  | Al-Kharitiyath             |     | 2-2 | 4-0 |
| 2    | Kazma          | 4   | 4 | 1 | 1 | 2 | 6  | 7  | -1   |  | Kazma                      | 2-3 |     | 1-0 |
| 3    | Al-Shabab Seeb | 3   | 4 | 1 | 0 | 2 | 3  | 8  | -5   |  | Al-Shabab Seeb             | 0-2 | 2-1 |     |

#### Groupe D
| Rang | Équipe     | Pts | J | G | N | P | Bp | Bc | Diff |  | Résultats (▼ dom., ► ext.) |     |     |     |
| ---- | ---------- | --- | - | - | - | - | -- | -- | ---- |  | -------------------------- | --- | --- | --- |
| 1    | Al-Faisaly | 8   | 4 | 2 | 2 | 0 | 6  | 4  | +2   |  | Al-Faisaly                 |     | 4-3 | 0-0 |
| 2    | Baniyas    | 5   | 4 | 1 | 2 | 1 | 6  | 6  | 0    |  | Baniyas                    | 1-1 |     | 0-0 |
| 3    | Busaiteen  | 2   | 4 | 0 | 2 | 2 | 1  | 3  | -2   |  | Busaiteen                  | 0-1 | 1-2 |     |

### Phase finale

#### Quarts de finale
| Équipe 1       | Résultat      | Équipe 2   |
| -------------- | ------------- | ---------- |
| Al-Faisaly     | 0 - 2         | Najran     |
| Al-Muharraq    | 1 - 1 3-4 tab | Baniyas    |
| Al-Khor        | 4 - 1         | Kazma      |
| Al-Kharitiyath | 3 - 1         | Al-Ittihad |

#### Demi-finales
| Équipe 1       | Résultat | Équipe 2 | Aller | Retour |
| -------------- | -------- | -------- | ----- | ------ |
| Najran         | 1 - 2    | Baniyas  | 1 - 0 | 0 - 2  |
| Al-Kharitiyath | 1 - 3    | Al-Khor  | 0 - 1 | 1 - 2  |

#### Finale
| Équipe 1 | Résultat | Équipe 2 | Aller | Retour |
| -------- | -------- | -------- | ----- | ------ |
| Al-Khor  | 1 - 3    | Baniyas  | 1 - 1 | 0 - 2  |

| 17 mai 2013 | Al-Khor          | 1 - 1 | Baniyas     | Al-Khawr Stadium, Al-Khor |  |
|             | Bruno Mineiro 9e |       | 69e Senghor |                           |  |

| 23 mai 2013 | Baniyas                     | 2 - 0 | Al-Khor | Baniyas Stadium, Abou Dhabi |
|             | Aboutrika 26e · Mubarak 80e |       |         |                             |